# Parepierus faederatus
Parepierus faederatus är en skalbaggsart som först beskrevs av Lewis 1900.  Parepierus faederatus ingår i släktet Parepierus och familjen stumpbaggar. Inga underarter finns listade i Catalogue of Life.